# Strellev Sogn

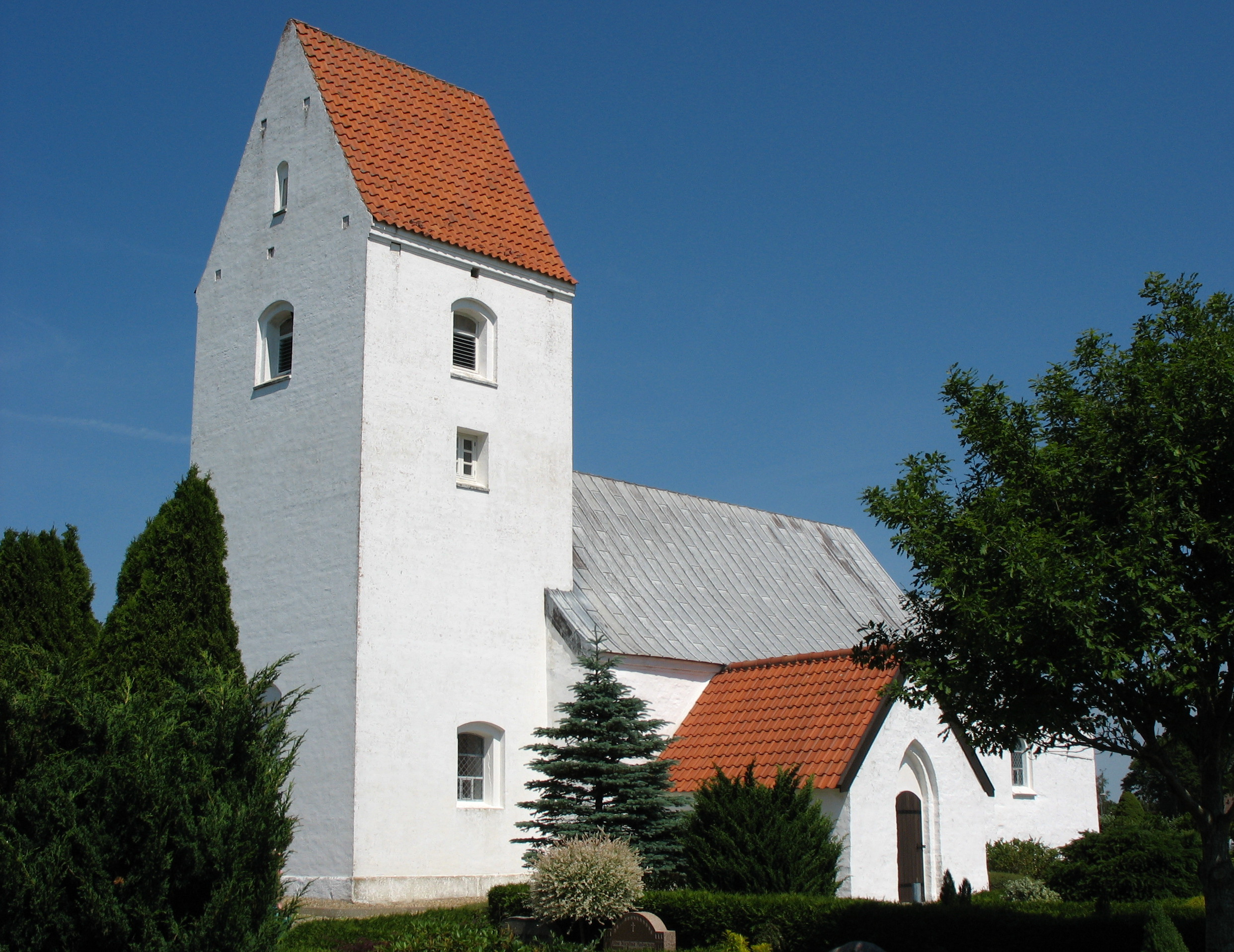
Strellev Kirke

Strellev Sogn ist eine Kirchspielsgemeinde (dän.: Sogn) im südlichen Dänemark. Bis 1970 gehörte sie zur Harde Nørre Horne Herred im damaligen Ringkøbing Amt, danach zur Ølgod Kommune im erweiterten Ribe Amt, die im Zuge der  Kommunalreform zum 1. Januar 2007 in der „neuen“  Varde Kommune in der Region Syddanmark aufgegangen ist.
Im Kirchspiel leben 292 Einwohner (Stand:1. Januar 2023). Im Kirchspiel liegt die Kirche „Strellev Kirke“.
Nachbargemeinden sind im Nordosten Ølgod Sogn und im Süden Horne Sogn, ferner in der benachbarten Ringkøbing-Skjern Kommune im Westen Lyne Sogn.